# Tram van Mainz
De tram van Mainz vormt de ruggengraat van het openbaar vervoer in en om de Duitse stad Mainz. Het metersporige net  wordt door de Mainzer Verkehrsgesellschaft (MVG) geëxploiteerd. De eerste paardentram ging van start in 1883, trams met stoomtractie volgden in 1891 en de eerste elektrische trams reden vanaf 1904.

## Netwerk
Het totale netwerk met een lengte van 29,7 kilometer bestaat (in 2022) uit vijf tramlijnen: de 50—53 rijden met een frequentie van vier keer per uur overdag en lijn 59 slechts elk uur.

## Materieel
In Mainz is het gebruikelijk voor elk nieuw tramtype de naam van de fabrikant te gebruiken. Het overzicht is van midden 2022.
- M6S In 1975 werden van Duewag gelede trams van het type M6S aan Bielefeld geleverd. Vier zijn er in 1987-89 verkocht aan Mainz, slechts een is nog in gebruik.
- M6C In 1984 werden van Duewag zes gelede trams van het type M6C geleverd. Deze zijn nog alle zes in gebruik.
- GT6M In 1996 werden van Adtranz zestien lagevloertrams van het type GT6M geleverd. Deze zijn nog alle zestien in gebruik.
- Variobahn Van 2011 tot 2016 werden van Stadler negentien lagevloertrams van het type Variobahn geleverd. Deze zijn nog alle negentien in gebruik.